# Culto à personalidade nos Estados Unidos

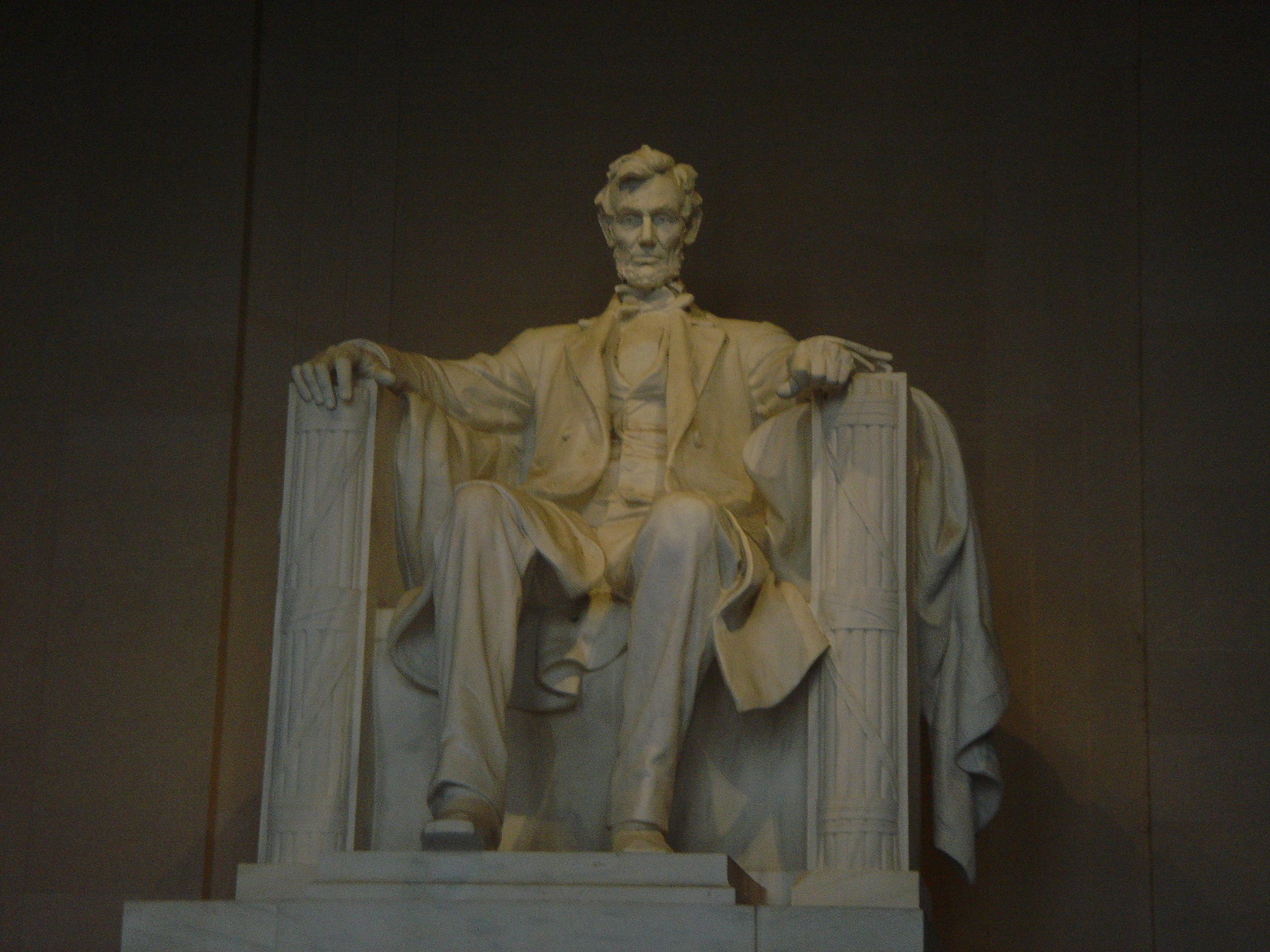
Lincoln Memorial, em Washington, DC, Estados Unidos

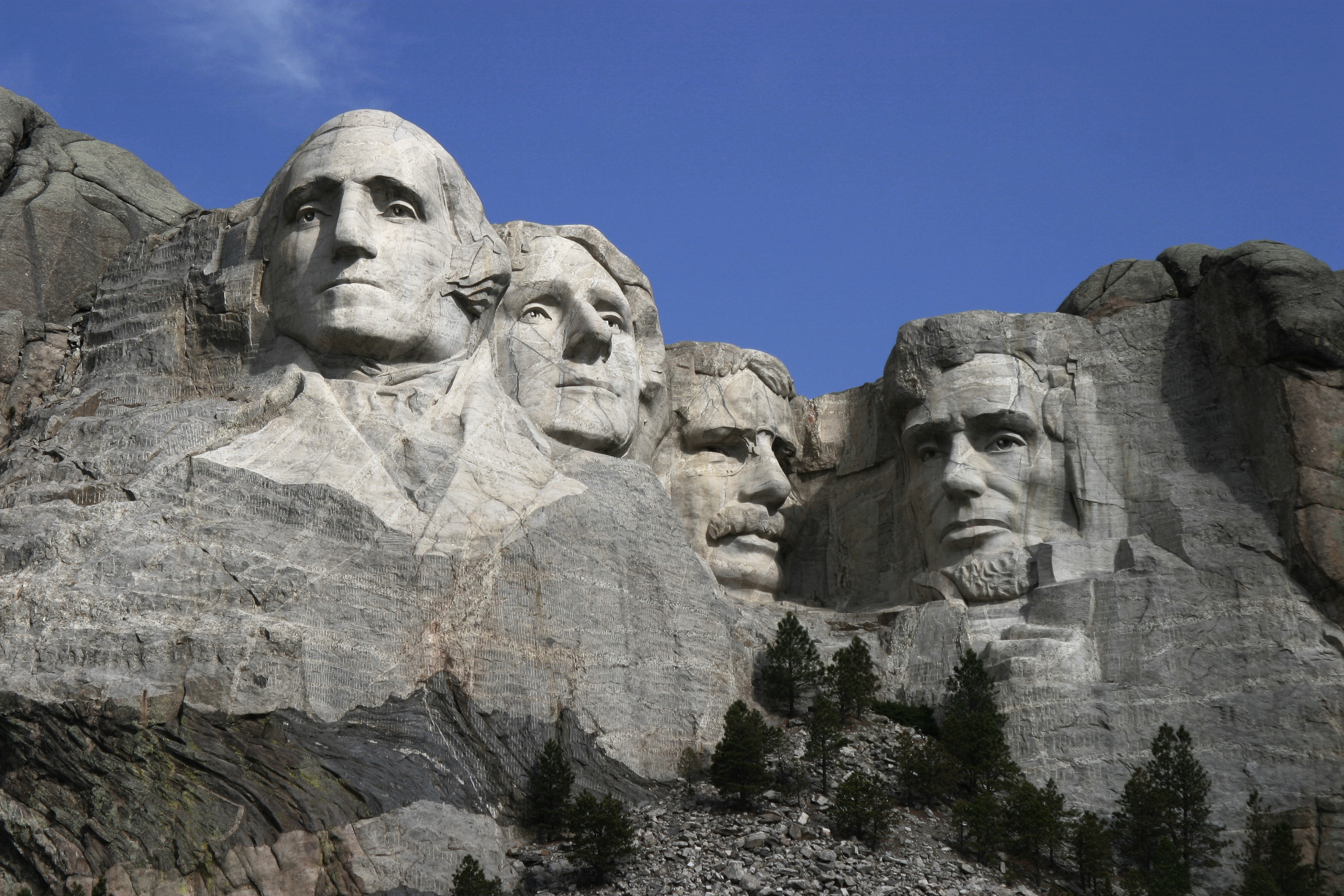
Monte Rushmore, local de caráter sagrado para os povos originários, aonde foram esculpidas, da esquerda para direita, esculturas dos presidentes estadunidenses George Washington, Thomas Jefferson, Theodore Roosevelt e Abraham Lincoln.

O culto à personalidade nos Estados Unidos existe há décadas e pode ser encontrado em muitos exemplos da cultura norte-americana, como na forma que se referem aos pais fundadores, e na forma que as crianças são ensinadas desde a escola sobre os presidentes, especialmente os mais famosos como Washington, Lincoln, Kennedy e Roosevelt. Muitos afirmam que a adoração em torno do presidente Donald Trump por membros do Partido Republicano também se configura como um culto de personalidade Embora não seja reconhecido oficialmente pelo governo norte-americano, se identifica no patriotismo e no nacionalismo norte-americano, visto como benéfico e necessário, pois se encaixa na doutrina do excepcionalismo cultivado no país. O culto à personalidade vem sendo verificado há algumtempo na sociedade americano, e é exemplificado no famoso Monte Rushmore e nas notas de dólar que são a moeda de troca mundial.
O governo norte-americano disfarça e nega qualquer culto à personalidade, classificando como adoração genuína aos Pais Fundadores.
1. ↑  Black, Conrad. «Abraham Lincoln is worthy of his reputation». National Post. Consultado em 9 de julho de 2024
2. ↑  Beck, Kent M. (1974). «The Kennedy Image: Politics, Camelot, and Vietnam». The Wisconsin Magazine of History (1): 45–55. ISSN 0043-6534. Consultado em 10 de julho de 2024
3. ↑  Hawley, Joshua David. Theodore Roosevelt: Preacher of Righteousness (em inglês). [S.l.]: Yale University Press
4. ↑  Cullinane, Michael Patrick (11 de dezembro de 2017). Theodore Roosevelt's Ghost: The History and Memory of an American Icon (em inglês). [S.l.]: LSU Press
5. ↑  Haltiwanger, John. «Republicans have built a cult of personality around Trump that glosses over his disgraced presidency». Business Insider (em inglês). Consultado em 10 de julho de 2024
6. ↑  Hassan, Steven (2019). The Cult of Trump First Free Press hardcover edition ed. New York: Free Press
7. ↑  Isenberg, Nancy; Burstein, Andrew (2019). The problem of democracy: the Presidents Adams confront the cult of personality. New York, NY: Viking